# Donald Michael Kraig
Donald Michael Kraig (* 17. August 1951 in Chicago, Illinois; † 17. März 2014 in Los Angeles, Kalifornien) war ein US-amerikanischer Okkultist und Autor. Kraig hat sechs Bücher veröffentlicht, einschließlich seiner 1988 erschienenen Einführung in Zeremonialmagie, Modern Magick. Er schrieb auch Beiträge für das Fate Magazine sowie seinem Hauptverleger Llewellyn Worldwide.

## Biografie
Kraig graduierte von der UCLA mit einem Abschluss in Philosophie und studierte Redenhalten und Musik an anderen Colleges und Universitäten. Er war eingeweiht in die Aridian Witchcraft des Autors Raven Grimassi, und in die American Traditionalist Witchcraft von Scott Cunningham.
Nach einer Dekade des autodidaktischen Studiums, gepaart mit Praxis, gab er Kurse in Südkalifornien und auf Neopaganischen Festivals sowie Veranstaltungen mit Themen wie Kabbalah, Tarot, Magick, und dem Lovecraft-Mythos, psychischer Entwicklung und Tantra, und war ein eingeweihter Tantrist der eine AMOOKOS-Loge leitete, einer ost-westlichen tantrischen Okkultgruppierung.
Kraig war Mitglied von mehreren spirituellen und magischen Gruppierungen. Er war ein professioneller Musiker (Organist, Synthesist, Keyboarder, Thereminspieler) und Sänger. Er unterrichtete Computerfertigkeiten an der University of Southern California und wurde Mitglied der Vereinigung The Magic Castle in Hollywood. Er erhielt den Titel eines Certified Tarot Grand Master durch die Associated Readers of Tarot verliehen. Er war ein Redakteur des Fate Magazine. Kraig stand bei Llewellyn Publications (inzwischen Llewellyn Worldwide) unter Vertrag, dem Verleger bzw. Co-Verleger seiner Hauptwerke, Artikel, und Tonträger; er wurde 2001 auch Redakteur für The Llewellyn Journal und 2003 für Llewellyn’s New Worlds.
Er erhielt Training und Zertifikation als klinischer Hypnotherapeut durch das American Board of Hypnotherapy (ABH), der National Guild of Hypnotists (NGH), und der Association for Integrative Psychology (AIP). Er war zudem sowohl zertifizierter Hypnoseinstruktor der ABH, als auch ein Master-Practitioner des NLP.
Kraig war zu Gast bei vielen Radiosendungen, wie Coast to Coast AM mit George Noory, Personal Life Media, The Deviant Minds Salon, Pagans Tonight! auf BlogTalk Radio, Right Where You Are Sitting Now, und Occultists Radio.
Kraig starb am 17. März 2014 an Bauchspeicheldrüsenkrebs.

## Werke

### Bibliografie
- 1988 Modern Magick: Eleven Lessons in the High Magickal Arts. Llewellyn Publications. ISBN 0-87542-324-8 (2. Auflage 2002) (Neuauflage 2010 umbenannt: 12 Lessons in the High Magickal Arts.)
- 1990 Magical Diary. Llewellyn Publications. ISBN 0-87542-322-1
- 1994 The Truth About Evocation of Spirits. Llewellyn Publications. ISBN 1-56718-393-X
- 1998 Modern Sex Magick: Secrets of Erotic Spirituality. Llewellyn Publications. ISBN 1-56718-394-8
- 1999 The Truth About Psychic Powers. Llewellyn Publications. ISBN 0-87542-355-8
- 2002 Tarot and Magic. Llewellyn Publications. ISBN 0-7387-0185-8

### Tonträger
- Using Modern Magick (Begleitkassette zum Buch). ACE/Llewellyn Collection, 1988.
- The Golden Dawn: Its History & Its Magick – (Hörkassette) ACE
- The Secret of Magickal Evocation – (Hörkassette) ACE
- Tantra for the Layperson (Hörkassette) ACE
- Tantra without Tears (Hörkassette) ACE
- Kabbalistic Numerology (Hörkassette) ACE
- Kabbalistic Meditation (Hörkassette) ACE
- The Self in Transformation mit Halim El-Dabh, Donald Michael Kraig, Jeff Rosenbaum, Joseph Rothenberg und Robert Anton Wilson (Podiumsdiskussion) ACE
- Initiation and Initiatory Orders mit Rev. Paul Beyerl, Ian Corrigan, Donald Michael Kraig und Liafal (Podiumsdiskussion) ACE